# John Augustus Griswold

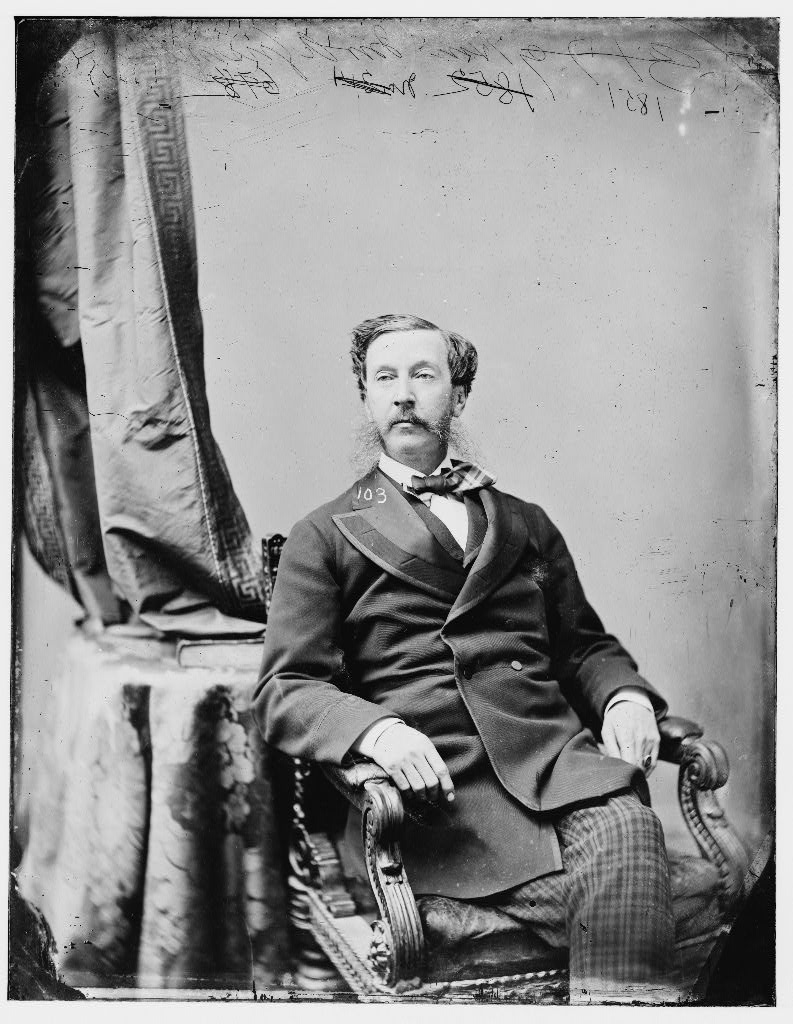
John Augustus Griswold

John Augustus Griswold (* 1818 oder 1822 in Nassau, New York; † 31. Oktober 1872 in Troy, New York) war ein US-amerikanischer Politiker. Zwischen 1863 und 1869 vertrat er den Bundesstaat New York im US-Repräsentantenhaus.

## Werdegang
John Augustus Griswold wurde ungefähr siebeneinhalb Jahre nach dem Ende des Britisch-Amerikanischen Krieges in Nassau im Rensselaer County geboren. Er erhielt eine akademische Ausbildung. Dann verfolgte er kaufmännische Geschäfte und war in der Stahlproduktion tätig. 1855 bekleidete er den Posten des Bürgermeisters von Troy. Er verfolgte Bankgeschäfte, war aber auch der Präsident der Troy & Lansingburgh Railroad Co., der Troy & Cohoes Railroad Co. und der New Orleans, Mobile & Texas Railroad Co.
Im Jahr 1860 kandidierte er erfolglos für den 37. Kongress. Politisch gehörte er zu jener Zeit der Demokratischen Partei an. Bei den Kongresswahlen des Jahres 1862 für den 38. Kongress wurde Griswold im 15. Wahlbezirk von New York in das US-Repräsentantenhaus in Washington, D.C. gewählt, wo er am 4. März 1863 die Nachfolge von James B. McKean antrat. Man wählte ihn dann 1864 als Republikaner in den 39. Kongress. Er wurde einmal wiedergewählt. Da er auf eine erneute Kandidatur im Jahr 1868 verzichtete, schied er nach dem 3. März 1869 aus dem Kongress aus.
Griswold kandidierte stattdessen 1868 als Republikaner erfolglos für den Posten des Gouverneurs von New York. Am 29. April 1869 wählte man ihn zum Regent an der University of the State of New York. Er verstarb am 31. Oktober 1872 in Troy und wurde dann auf dem Oakwood Cemetery beigesetzt. Zu jenem Zeitpunkt war der Bürgerkrieg ungefähr sieben Jahre zu Ende.